# Reißt euch los, bedrängte Sinnen, BWV 224
Reisst euch los, bekränkte Sinnen, BWV 224 és un fragment d'una cantata de Johann Sebastian Bach, d'autor desconegut, probablement de l'època de Leipzig. En el catàleg de Bach correspon a 224/Anh. I 19.